# ボスコ＝シーザー
ボスコ＝シーザー（Bosco-Caesar）は、インドの振付師デュオ。ボスコ・マルティス（Bosco Martis、1974年11月27日 - ）とシーザー・ゴンサルヴェス（Caesar Gonsalves、1973年2月23日 - ）の活動名であり、これまでに75本以上の映画で200曲以上の振り付けを手掛け、『人生は二度とない』の「セニョリータ」では国家映画賞 振付賞、フィルムフェア賞 振付賞を受賞している。また、インド（ムンバイ、コルカタ）とカナダ（オンタリオ州）でダンス会社ボスコ＝シーザー・ダンス・カンパニーを経営している。

## 生い立ち
ボスコ・マルティスとシーザー・ゴンサルヴェスはムンバイで幼少期を過ごし、共にジュフーのセント・ジョゼフ校に進学してフットボール部に所属していた。ボスコはシーザーのダンス技術に衝撃を受け、独学でダンスを学ぶようになり、2人は1990年にミティバーイー・カレッジを卒業した。

## キャリア
2人は振付師ロリポップとファラー・カーンの下でバックダンサーとしてキャリアを始め、1994年に振付師として独立してシャーンとサーガリカのライブステージの振り付けを手掛けた。その後、ラーゲーシュワーリーの楽曲「Oye Shava」のミュージックビデオの振り付けを手掛けた際、撮影現場で出会ったプララド・カッカルからサチン・テンドルカールが出演するテレビコマーシャルの振り付けを依頼され、これが縁となり2000年にヴィドゥ・ヴィノード・チョープラーの『アルターフ 復讐の名のもとに』に振付師として起用された。テレビ番組『Fame Gurukul』『Chak Dhoom Dhoom』『So You Think You Can Dance』『Dance India Dance』では審査員として出演している。
2016年にデュオとしての活動を停止（個々に振付師として活動するが、「ボスコ＝シーザー」の芸名は維持することで合意）することを発表し、ボスコは映画監督の道に進み、シーザーはダンス・ワークショップを主催することになった。2019年にニテーシュ・ティワーリーの『きっと、またあえる』でデュオとしての活動を再開した。

## フィルモグラフィー

### 振付
- アルターフ 復讐の名のもとに（2000年）
- Sur – The Melody of Life（2002年）
- Kuch Naa Kaho（2003年）
- ムンナー兄貴、医者になる（2003年）
- Lakshya（2004年）
- Swades（2004年）
- Musafir（2004年）
- Bunty Aur Babli（2005年）
- Bluffmaster!（2005年）
- Super（2005年）
- Fight Club: Members Only（2006年）
- Taxi No. 9211（2006年）
- ジャブ・ウィー・メット（英語版）（2007年）
- Salaam-e-Ishq（2007年）
- Partner（2007年）
- Viyyalavari Kayyalu（2007年）
- Love Aaj Kal（2009年）
- きっと、うまくいく（2009年）
- Theeradha Vilaiyattu Pillai（2010年）
- Orange（2010年）
- We Are Family（2010年）
- Lafangey Parindey（2010年）
- Dum Maaro Dum（2011年）
- Force（2011年）
- 人生は二度とない（2011年）
- Mere Brother Ki Dulhan（2011年）
- Always Kabhi Kabhi（2011年）
- ロックスター（英語版）（2011年）
- Desi Boyz（2011年）
- Khokababu（2012年）
- ゴールド・プレイヤーズ（英語版）（2012年）
- Ek Main Aur Ekk Tu（2012年）
- スチューデント・オブ・ザ・イヤー 狙え!No.1!!（2012年）
- エージェント・ヴィノッド 最強のスパイ（2012年）
- Matru Ki Bijlee Ka Mandola（2013年）
- ラーンジャナー（英語版）（2013年）
- カクテル 友情のトライアングル（英語版）（2013年）
- うそつきは警官の始まり（2013年）
- Besharam（2013年）
- “ロミオ”・ラージクマール（2013年）
- Jackpot（2013年）
- Hasee Toh Phasee（2014年）
- Gunday（2014年）
- ヒーローはつらいよ（英語版）（2014年）
- クイーン 旅立つわたしのハネムーン（2014年）
- Bhoothnath Returns（2014年）
- Holiday: A Soldier Is Never Off Duty（2014年）
- Daawat-e-Ishq（2014年）
- バンバン!（2014年）
- Ungli（2014年）
- PK（2014年）
- Shamitabh（2015年）
- Shaandaar（2015年）
- 鼓動を高鳴らせ（英語版）（2015年）
- 恋愛被害者の会2（英語版）（2015年）
- Royal（2015年）
- Tamasha（2015年）
- Srimanthudu（2015年）
- Loveshhuda（2016年）
- Fitoor（2016年）
- キ&カ 彼女と彼（英語版）（2016年）
- Baaghi（2016年）
- パンジャブ・ハイ（英語版）（2016年）
- Dishoom（2016年）
- Happy Bhag Jayegi（2016年）
- フライング・ジャット（2016年）
- Baar Baar Dekho（2016年）
- Devi（2016年）
- Rock On 2（2016年）
- ダンガル きっと、つよくなる（2016年）
- Dhruva（2016年）
- ライース（英語版）（2017年）
- 弁護士ジョリー2〜真実を白日のもとに（英語版）（2017年）
- Machine（2017年）
- バドリナートの花嫁（英語版）（2017年）
- A Gentleman（2017年）
- バレーリーのバルフィ（英語版）（2017年）
- 私たちの予感（英語版）（2017年）
- Lucknow Central（2017年）
- Judwaa 2（2017年）
- 平方メートルの恋（英語版）（2018年）
- SKTKS〜お見合い大作戦〜（英語版）（2018年）
- Veerey Ki Wedding（2018年）
- Gold（2018年）
- ロボット2.0（2018年）
- Rajaratha（2018年）
- Zero（2018年）
- De De Pyaar De（2019年）
- きっと、またあえる（2019年）
- WAR ウォー!!（2019年）
- Tanhaji（2020年）
- Chhalaang（2020年）
- Koi Jaane Na（2021年）
- Jersey（2022年）
- Bhool Bhulaiyaa 2（2022年）
- Jugjugg Jeeyo（2022年）
- Doctor G（2022年）
- An Action Hero（2022年）
- PATHAAN/パターン（2023年）
- Shehzada（2023年）
- Tu Jhoothi Main Makkaar（2023年）
- Satyaprem Ki Katha（2023年）
- Fighter（2024年）
- Bade Miyan Chote Miyan（2024年）
- Indian 2（2024年）

### 監督
- Rocket Gang（ボスコ・マルティス、2022年）

## 受賞歴
| 年                           | 部門       | 作品                                                          | 結果       | 出典          |
| 国家映画賞                   | 国家映画賞 | 国家映画賞                                                    | 国家映画賞 | 国家映画賞    |
| ---------------------------- | ---------- | ------------------------------------------------------------- | ---------- | ------------- |
| 2012年                       | 振付賞     | - 『人生は二度とない』 - 「セニョリータ」                     | 受賞       | [ 4 ]         |
| フィルムフェア賞             |            |                                                               |            |               |
| 2010年                       | 振付賞     | - 『Love Aaj Kal』 - 「Chor Bazaari」                         | 受賞       | [ 6 ]         |
| 2012年                       | 振付賞     | - 『人生は二度とない』 - 「セニョリータ」                     | 受賞       | [ 6 ]         |
| 2013年                       | 振付賞     | - 『Ek Main Aur Ekk Tu』 - 「Aunty Ji」                       | 受賞       | [ 6 ]         |
| 2015年                       | 振付賞     | - 『クイーン 旅立つわたしのハネムーン』 - 「Hungama Ho Gaya」 | ノミネート |               |
| 2015年                       | 振付賞     | - 『バンバン!』 - 「Tu Meri」                                 | ノミネート |               |
| 2015年                       | 振付賞     | - 『Gunday』 - 「Tune Maari Entriyaan」                       | ノミネート |               |
| 2020年                       | 振付賞     | - 『WAR ウォー!!』 - 「Jai Jai Shiv Shankar」                 | ノミネート |               |
| 2020年                       | 振付賞     | - 『WAR ウォー!!』 - 「Ghungroo」                             | ノミネート |               |
| 2023年                       | 振付賞     | - 『Jugjugg Jeeyo』 - 「Rangisari」                           | ノミネート |               |
| 2023年                       | 振付賞     | - 『Bhool Bhulaiyaa 2』 - 「Bhool Bhulaiyaa」                 | ノミネート |               |
| 2024年                       | 振付賞     | - 『PATHAAN/パターン』 - 「Jhoome Jo Pathaan」                | ノミネート |               |
| 国際インド映画アカデミー賞   |            |                                                               |            |               |
| 2010年                       | 振付賞     | - 『Love Aaj Kal』 - 「Chor Bazaari」                         | 受賞       | [ 11 ]        |
| 2011年                       | 振付賞     | - 『人生は二度とない』 - 「セニョリータ」                     | 受賞       | [ 12 ]        |
| 2021年                       | 振付賞     | - 『WAR ウォー!!』 - 「Ghungroo」                             | 受賞       | [ 13 ]        |
| 2023年                       | 振付賞     | - 『Bhool Bhulaiyaa 2』 - 「Bhool Bhulaiyaa - Title Track」   | 受賞       | [ 14 ]        |
| 2024年                       | 振付賞     | - 『PATHAAN/パターン』 - 「Jhoome Jo Pathaan」                | 受賞       | [ 15 ]        |
| 2025年                       | 振付賞     | - 『Bad Newz』 - 「Tauba Tauba」                              | 受賞       | [ 16 ]        |
| ジー・シネ・アワード         |            |                                                               |            |               |
| 2005年                       | 振付賞     | - 『Musafir』 - 「Door Se Paas」                              | ノミネート |               |
| 2014年                       | 振付賞     | - 『うそつきは警官の始まり』 - 「Dhating Naach」              | ノミネート |               |
| 2017年                       | 振付賞     | - 『Baar Baar Dekho』 - 「Kala Chashma」                      | 受賞       |               |
| 2019年                       | 振付賞     | - 『SKTKS〜お見合い大作戦〜』 - 「Sweety Tera Dramaa」        | ノミネート |               |
| 2020年                       | 振付賞     | - 『WAR ウォー!!』 - 「Ghungroo」                             | ノミネート | [ 17 ]        |
| 2020年                       | 振付賞     | - 『WAR ウォー!!』 - 「Jai Jai Shiv Shankar」                 | 受賞       | [ 17 ]        |
| 2023年                       | 振付賞     | - 『Bhool Bhulaiyaa 2』 - 「Bhool Bhulaiyaa」                 | 受賞       | [ 18 ]        |
| 2024年                       | 振付賞     | - 『PATHAAN/パターン』 - 「Jhoome Jo Pathaan」                | 受賞       | [ 19 ]        |
| 2025年                       | 振付賞     | - 『Bad Newz』 - 「Tauba Tauba」                              | 受賞       | [ 20 ]        |
| スター・スクリーン・アワード |            |                                                               |            |               |
| 2005年                       | 振付賞     | - 『Musafir』 - 「Door Se Paas」                              | ノミネート |               |
| 2010年                       | 振付賞     | - 『きっと、うまくいく』 - 「Zoobi Doobi」                    | 受賞       |               |
| 2015年                       | 振付賞     | - 『バンバン!』 - 「Tu Meri」                                 | ノミネート | [ 21 ]        |
| 2019年                       | 振付賞     | - 『WAR ウォー!!』 - 「Ghungroo」                             | 受賞       | [ 22 ]        |
| スターダスト・アワード       |            |                                                               |            |               |
| 2017年                       | 振付賞     | - 『Baar Baar Dekho』 - 「Kala Chashma」                      | 受賞       | [ 23 ]        |
| 製作者組合映画賞             |            |                                                               |            |               |
| 2012年                       | 振付賞     | - 『人生は二度とない』 - 「セニョリータ」                     | 受賞       | [ 24 ]        |
| 2012年                       | 振付賞     | - 『Desi Boyz』 - 「Desi Boyz」                               | ノミネート | [ 24 ]        |
| 2013年                       | 振付賞     | - 『カクテル 友情のトライアングル』 - 「Daaru Desi」          | ノミネート | [ 25 ]        |
| 2014年                       | 振付賞     | - 『うそつきは警官の始まり』 - 「Tu Mere Agal Bagal Hai」     | ノミネート | [ 26 ] [ 27 ] |